# HE 2359−2844
HE 2359-2844, är en subdvärgstjärna belägen i den mellersta delen av stjärnbilden Bildhuggaren. Den har en skenbar magnitud av ca 16,14 och kräver ett kraftfullt teleskop för att kunna observeras. Baserat på parallax enligt Gaia Data Release 3 på ca 0,517 mas beräknas den befinna sig på ett avstånd av ca 5 900 ljusår (ca 1 800 parsec) från solen. Tillsammans med stjärnorna HE 1256-2738 och LS IV-14 116 bildar HE 2359-2844 en ny grupp stjärnor som kallas tungmetallsubdvärgar.

## Observation
HE 2359−2844 innehåller mycket höga halter av bly – 10 000 gånger mer än solen. Den innehåller också 10 000 gånger mer yttrium och zirkonium än solen. Det föreslås att det finns ett blylager ovanför stjärnan som är 100 km tjockt och som innehåller 100 miljarder ton bly. Dr. Naslim Neelamkodan förklarade att "tungmetallstjärnorna är en avgörande länk mellan ljusstarka röda jättar, stjärnor trettio eller fyrtio gånger så stora som solen, och svaga blå subdvärgar, stjärnor som är en femtedel så stora, men sju gånger varmare och sjuttio gånger ljusare än solen."